# Robert Förster
Robert Förster, född 27 januari 1978 i Markkleeberg, Östtyskland, är en tysk professionell tävlingscyklist. Robert Förster är främst känd som spurtare.

## Karriär
Robert Förster tävlade för det tyska UCI ProTour-stallet Gerolsteiner mellan 2003 och 2008, men när stallet lade ned blev Förster kontrakterad av Team Milram inför säsongen 2009. Han blev professionell med det tyska cykelstallet Team Nürnberger 2001. Året därpå tog han sina första etappseggrar när han vann en etapp på Tour of Saxony och en på Circuito Montañés.
Förster vann den sista etappen på Giro d'Italia 2006 från Museo del Ghisallo till Milano. På Vuelta a Espana samma år vann han etapp 15 framför bland annat Stuart O'Grady och Danilo Napolitano. Han vann också den femte etappen mellan Teano och Frascati uncer Giro d'Italia 2007.
Under säsongen 2008 vann han två etapper på Volta ao Algarve. I juni vann tysken Dutch Food Valley Classic, tidigare kallad Veenendaal-Veenendaal, före sin landsman och stallkamrat Sven Krauss. Han vann etapp 7 av Polen runt i september.
I februari 2009 slutade Robert Förster tvåa på etapp 6 av Tour of Qatar efter den brittiska spurtaren Mark Cavendish. Förster slutade på fjärde plats på Ronde van het Groene Hart. Förster vann etapp 7 av International Presidency Turkey Tour. Han slutade på sjätte plats på etapp 9 av Giro d'Italia 2009 bakom spurtarna Mark Cavendish, Allan Davis, Tyler Farrar, Matthew Harley Goss och Alessandro Petacchi. På etapp 1 av Sachsen Tour slutade Förster på femte plats bakom André Greipel, Alex Rasmussen, Marcus Burghardt och Eric Baumann. Han slutade även på femte plats på etapp 1 av Benelux Tour bakom Tyler Farrar, Tom Boonen, Edvald Boasson Hagen och Graeme Brown.

## Privatliv
Robert Förster är äldre bror till Jörg Förster, som var professionell tävlingscyklist mellan 2001 och 2002. Han är också syskonbarn till Egon Adler, som var med och tog silver i Olympiska spelens lagtempolopp för amatörer 1960.

## Meriter
2001
2:a, Tour of Saxony
2002
1 etapp, Tour of Saxony
1 etapp Circuito Montañés
2003
Groningen-Münster
1 etapp Rheinland-Pfalz-Rundfahrt
2004
Groningen-Münster
2005
1 etapp, Internationale Niedersachsen-Rundfahrt
2006
1 etapp, Giro d'Italia 2006
1 etapp, Ster Elektrotoer
2 etapper, Danmark Rundt
1 etapp, Circuit de la Sarthe
1 etapp, Vuelta a España
2007
1 etapp, Settimana Internazionale Coppi e Bartali
1 etapp, Giro d'Italia 2007
1 etapp, Tyskland runt
2008
2 etapper, Volta ao Algarve
Dutch Food Valley Classic
1 etapp, Polen runt
2009
1 etapp, International Presidency Turkey Tour

## Stall
- Team Nürnberger 2001–2002
- Gerolsteiner 2003–2008
- Team Milram 2009–2010
- UnitedHealthcare 2011–